# Bartolomé de Medina (teólogo)

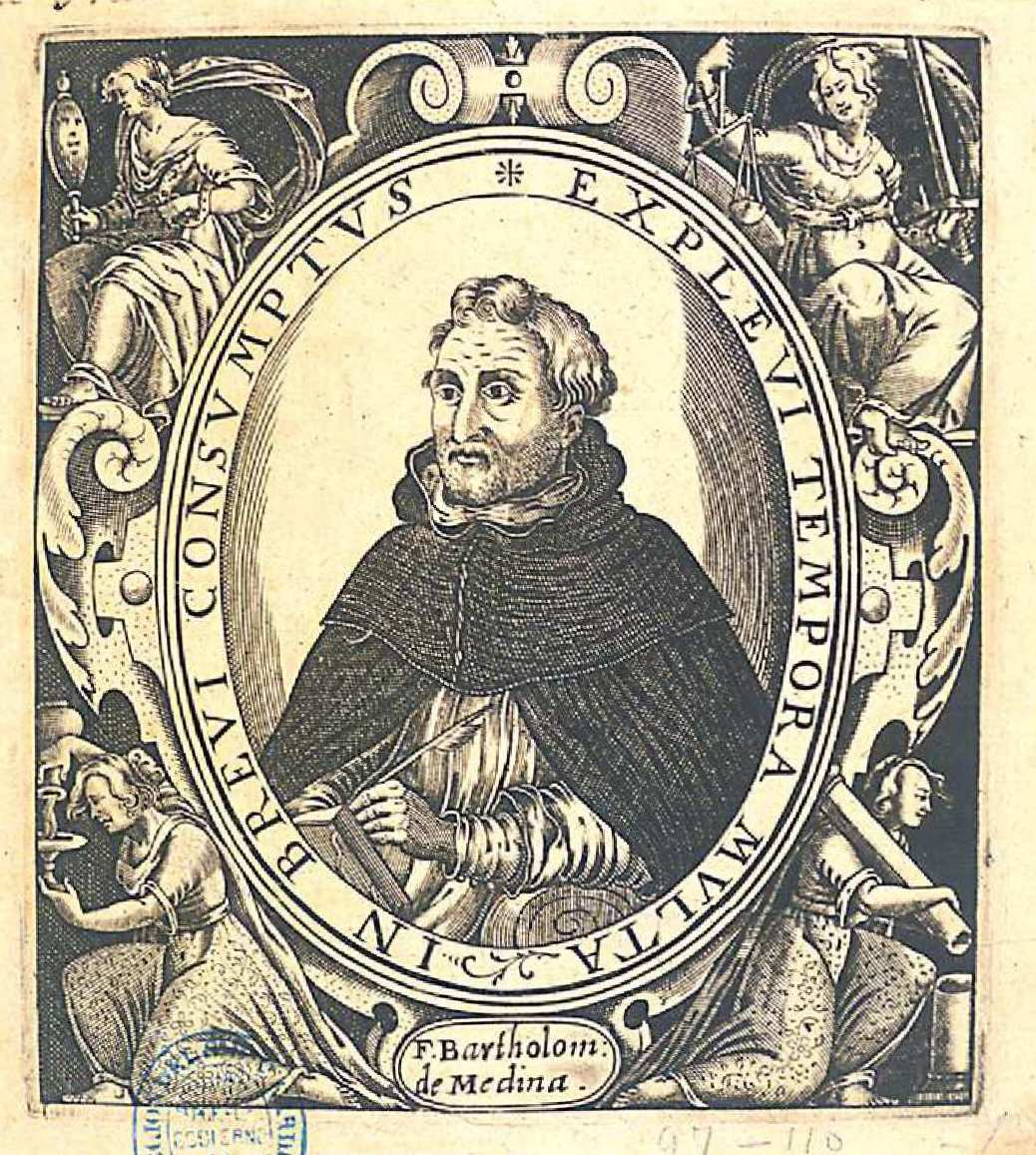
Fray Bartolomé de Medina en cartela con las virtudes cardinales. Ilustración de Scholastica commentaria in D. Thomae Aquinatis. Primam secundae auctore P. F. Bartholomaeo Medina. Coloniae Agripinae, 1618. Biblioteca Nacional de España.

Bartolomé de Medina, O.P. (Medina de Rioseco, 1527-Salamanca, 1581), fraile dominico y teólogo español.

## Biografía
Fue alumno de Francisco de Vitoria en la Universidad de Salamanca y más tarde catedrático de teología en la misma. Formó parte de la escuela de pensamiento surgida en torno a ella y es conocido como el iniciador del probabilismo. Este sistema afirma que en el caso de existir una duda moral, es viable optar por la opinión menos probable. Si la razón ante la ley, explica, no posee certeza de un actuar correctamente moral, solo queda regirse por opiniones, y toda opinión, por más probable que sea, sigue siendo una opinión. En este sentido, se puede optar por cualquier opinión, incluso aquella cuyo opuesto sea más probable:

Si una opinión es probable, puede seguirse, aun cuando la opinión opuesta sea más probable.
Expositio in Iam-IIae publicado en 1577

También publicó: Tratado sobre la usura y los cambios, escrito con fray Mancio de Corpus Christi.
Con León de Castro encabezó la acusación presentada en el Tribunal del Santo Oficio contra fray Luis de León y los hebraístas de Salamanca, los catedráticos Gaspar de Grajal y Martín Martínez de Cantalapiedra.